# Ancuya
Ancuya – miasto w Kolumbii, w departamencie Nariño.